# Christa Neuper
Christa Neuper (* 12. Februar 1958 in Graz) ist eine österreichische Neuropsychologin. Sie war von Oktober 2011 bis September 2019 Rektorin der Karl-Franzens-Universität Graz, und damit die erste Rektorin in deren 426-jähriger Geschichte.

## Leben
Christa Neuper wurde 1958 in Graz geboren. Sie absolvierte am Akademischen Gymnasium in Graz die Matura im Jahr 1976. Danach studierte sie Psychologie an der Karl-Franzens-Universität Graz. Nach ihrer Promotion 1984 war Neuper in Forschung und Lehre am Institut für Psychologie der Karl-Franzens-Universität sowie am Institut für Biomedizinische Technik der Technischen Universität Graz tätig. 2002 habilitierte sich Neuper an der Karl-Franzens-Universität, wo sie 2005 zur Professorin für Angewandte Neuropsychologie und Mensch-Maschine-Schnittstellen ernannt wurde.
Seither war Neuper in verschiedenen leitenden Positionen an mehreren Grazer Universitäten tätig, unter anderem als Vorstand des Instituts für Semantische Datenanalyse an der Technischen Universität Graz und als Leiterin des Instituts für Psychologie an der Karl-Franzens-Universität.
Die Neuropsychologin ist Vorstandsvorsitzende der „Initiative Gehirnforschung Steiermark INGE-St“, die das steirische Forschungspotenzial im Bereich der Neurowissenschaften bündelt. Christa Neuper ist verheiratet und Mutter zweier erwachsener Kinder.
Nach Wahl durch den Universitätsrat am 19. April 2011 leitete Christa Neuper ab dem 1. Oktober 2011 als Rektorin die Karl-Franzens-Universität Graz. Im Mai 2014 nahmen Senat und Universitätsrat die Wiederbestellung als Rektorin für eine zweite, vierjährige Amtsperiode 2015–2019 vor. Da Neuper für eine dritte Funktionsperiode nicht mehr zur Verfügung stand, wurde im Februar 2019 Martin Polaschek zu ihrem Nachfolger als Rektor der Karl-Franzens-Universität Graz ab 1. Oktober 2019 gewählt.
Für die Funktionsperiode März 2023 bis Februar 2028 wurde sie Vorsitzende des Universitätsrates der Technischen Universität Graz.

## Auszeichnungen
- 2014: Österreicherin des Jahres in der Kategorie Familie und Beruf (Tageszeitung Die Presse)[3]
- 2017: Großer Josef-Krainer-Preis[4]
- 2019: Ehrenring der Stadt Graz[5]
- 2019: Großes Goldenes Ehrenzeichen für Verdienste um die Republik Österreich[6]
- 2019: Großes Goldenes Ehrenzeichen des Landes Steiermark[7]